# Tomka
Tomka (Anthoxanthum) je rod trav, jednoletých nebo vytrvalých bylin z čeledi lipnicovitých (Poaceae). Jsou trsnaté nebo někdy poléhavé a často voní kumarinem. Stébla dorůstají výšek zpravidla 5–90 cm. Čepele listů jsou ploché (2–15 mm široké), na vnější straně listu se při bázi čepele nachází jazýček, 2–5 mm dlouhý. Květy jsou v kláscích, které tvoří latu, která je vejčitě stažená, nebo vzácněji klas či hrozen. Klásky jsou zboku smáčklé, vícekvěté (zpravidla 3 květy), dolní 2 květy však jsou sterilní, pouze horní oboupohlavný. Na bázi klásku jsou 2 plevy, které jsou velmi nestejné, bez osin. Pluchy jsou bez osin nebo osinaté, osiny někdy jen u pluch sterilních květů, osiny kolénkaté. Plušky jsou bez kýlu. Plodem je obilka, která je okoralá. Celkově je známo asi 20 druhů, které najdeme od mírného pásma po hory tropů Afriky a Asie, místy i adventivně.

## Druhy rostoucí v Česku
V České republice rostou pouze 2 druhy z rodu tomka (Anthoxanthum). Nejběžnější je tomka vonná (Anthoxanthum odoratum). Je to významná tráva luk a pastvin od nížin až do hor. Jen v nejvyšších horských polohách (zpravidla nad hranicí lesa) roste blízce příbuzná tomka alpská (Anthoxanthum alpinum). V ČR roste v Krkonoších, Jeseníkách, na Králickém Sněžníku a na Šumavě. Tomka osinatá (Anthoxanthum aristatum, syn. A. puelii Lecoq et Lamotte) je jednoletý druh původní v jižní Evropě, do ČR je jen vzácně zavlékána.